# جانيت برايس
جانيت برايس (بالإنجليزية: Janet Price)‏ هي مغنية ومغنية أوبرا بريطانية، ولدت في 1941 في Pontypool ‏ في المملكة المتحدة.

## وصلات خارجية
- جانيت برايس على موقع ميوزك برينز (الإنجليزية)
- جانيت برايس على موقع أول ميوزيك (الإنجليزية)
- جانيت برايس على موقع ديسكوغز (الإنجليزية)